# Slavická obora
Slavická obora este o arie protejată (arie specială de conservare — SAC, sit de importanță comunitară — SCI) din Republica Cehă întinsă pe o suprafață de 7,45 ha, integral pe uscat.

## Localizare
Centrul sitului Slavická obora este situat la coordonatele 49°52′13″N 15°47′24″E / 49.870278°N 15.79°E.

## Înființare
Situl Slavická obora a fost declarat sit de importanță comunitară în aprilie 2005 pentru a proteja 1 specie de animale. Situl a fost protejat și ca arie specială de conservare în iulie 2012.

## Biodiversitate
Situată în ecoregiunea continentală, aria protejată nu include niciun habitat protejat.
La baza desemnării sitului se află o specie protejată de  nevertebrate: Osmoderma eremita.